# Blue Moon (Elvis Presley)
Blue Moon è un singolo del cantante statunitense Elvis Presley, pubblicato nel 1956 come estratto dall'album Elvis Presley. La title track è una cover dell'omonima canzone scritta da Richard Rodgers e Lorenz Hart.

## Pubblicazione
Blue Moon venne inciso da Elvis Presley e pubblicato per la prima volta il mese di marzo del 1956 nell'album Elvis Presley.
La canzone venne successivamente pubblicata l'agosto dello stesso anno come singolo dalla RCA Victor per il mercato nordamericano e mondiale, con sul lato B il brano Just Because. Il novembre successivo venne pubblicata in un nuovo 45 giri dalla His Master's Voice per il mercato britannico, con sul lato B il brano I Don't Care If The Sun Don't Shine. Un'altra versione del singolo riporta sul lato B la canzone Money Honey ed è stata distribuita dalla RCA Italiana per il mercato Italiano sempre nel 1956.
La traccia comparì in seguito in The Sun Sessions (1975) e altre compilation del cantante.
Blue Moon trascorse diciassette settimane nella Top 100 di Billboard, raggiungendo la posizione numero 55.

## Tracce
7" RCA Victor, USA e resto del mondo, 1956
1. Blue Moon – 2:30 (Richard Rodgers, Lorenz Hart)
2. Just Because – 2:32 (Bob Shelton, Joe Shelton, Sid Robin)

Durata totale: 5:02
7" His Master's Voice, Regno Unito, 1956
1. Blue Moon – 2:39 (Richard Rodgers, Lorenz Hart)
2. I Don't Care If The Sun Don't Shine – 2:32 (Jesse Stone)

Durata totale: 5:11
7" RCA Italiana, Italia, 1956
1. Blue Moon – 2:39 (Richard Rodgers, Lorenz Hart)
2. Money Honey – 2:32 (Mack David)

Durata totale: 5:11
7" Victor, Jappone, 1958
1. Blue Moon (Richard Rodgers, Lorenz Hart)
2. Tryin' To Get To You

7" RCA, Barbados, 1985
1. Blue Moon (Richard Rodgers, Lorenz Hart)
2. Good Luck Charm